# حادث طائرة القوات الجوية الجزائرية 2018
حادث طائرة القوات الجوية الجزائرية، هو حادث تحطم طائرة عسكرية بالقرب من مطار بوفاريك العسكري خارج العاصمة الجزائرية، في يوم 11 أبريل 2018، والطائرة من نوع إليوشن إي أل-76 روسية الصنع، وقد تحطمت جراء اشتعال أحد المحركات بعد وقت وجيز من الإقلاع من مطاربوفاريك بالبليدة (40 كلم غرب العاصمة الجزائر) وكان على متنها 257 شخص معظمهم من العسكريين داخل حقل زراعي خال من السكان، وسقطت الطائرة العسكرية حوالي الساعة 8 صباحاً على إحدى المناطق الزراعية قرب مطار بوفاريك، ووصلت الحصيلة الإجمالية إلى 257 قتيل مقسمين على 247 من الركاب و10 من الطاقم حسب وزارة الدفاع الجزائرية، وكان من ضمن الركاب القتلى 40 شخصا من جبهة البوليساريو.

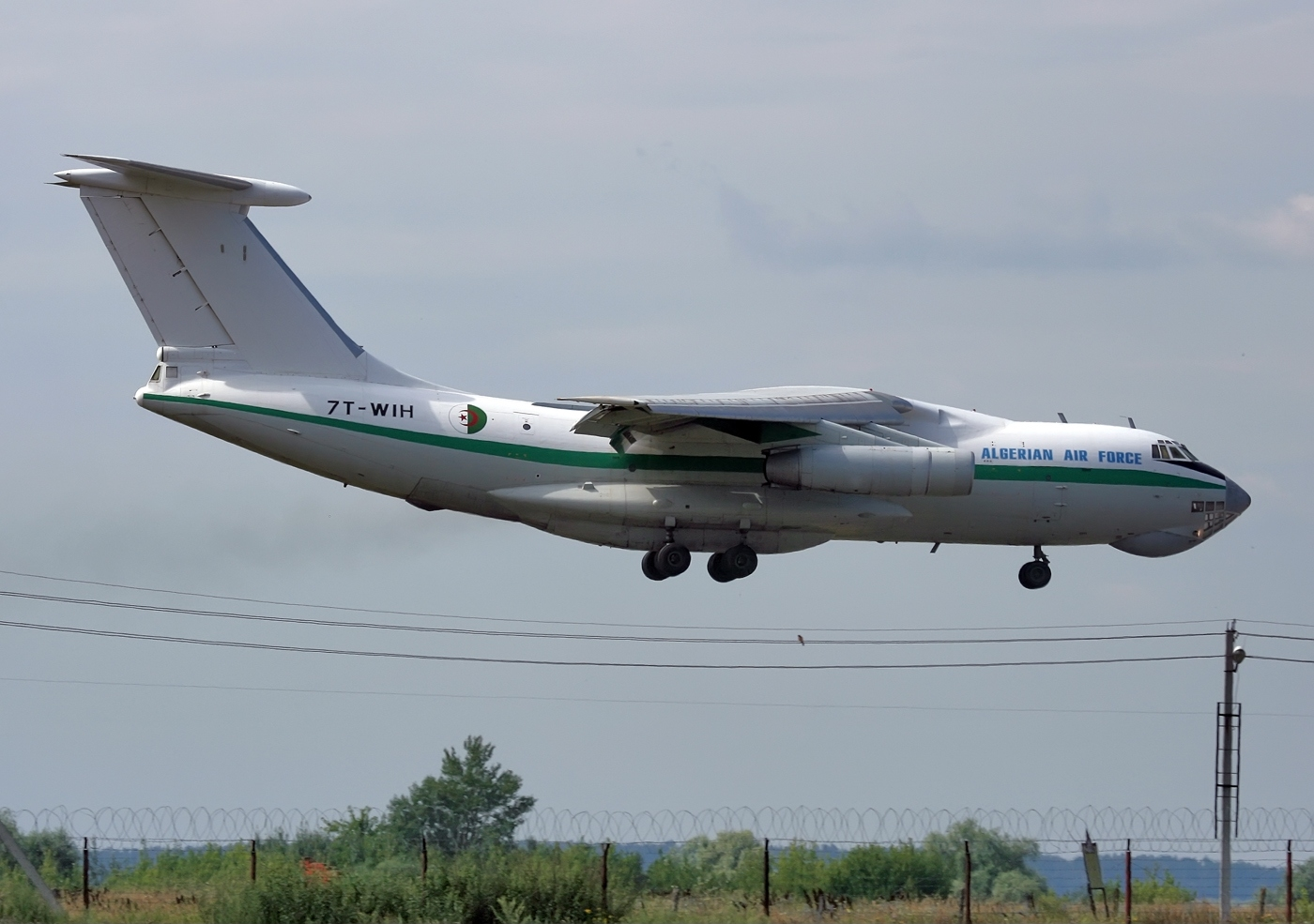
طائرة من نوع الطائرة المتحطمة المملوكة للقوات الجوية الجزائرية من طراز إليوشن إي أل-76

ويعد هذا الحادث هو أسوأ حادث طيران في التاريخ الجزائري متخطياً حادثة 2003، وحادث طائرة القوات الجوية الجزائرية 2014 وإسقاط الطائرة الماليزية في شرقي أوكرانيا.

## تفاصيل الرحلة
وفقاً لشهود عيان، الطائرة كانت تحلق على ارتفاع منخفض فوق حي كريتلي وقد كان محركها الأيسر مشتعلا. بعد لحظات استدار الطيار وسقطت الطائرة فوق حقل زراعي.هرع أهالي الحي إلى مكان الحطام ليجدوا جثث متفحمة وممزقة ومتناثرة في محيط سقوط طائرة.
كان قائد الطائرة الطيار دوسان إسماعيل من مواليد 1972 بولاية المسيلة، بعدما اشتعلت النيران في المحرك وانتشرت في الطائرة بفعل الرياح القوية وعدم تمكنه على الأغلب من العودة إلى قاعدة بوفاريك الجوية، إتخد قرار الابتعاد بها عن حي كريتلي الذي كان يحلق فوقه بارتفاع منخفض جداً ومحاولة الهبوط الإضطراري في الحقل المجاور له في اللحظات الأخيرة لسقوطها وهو ما أدى إلى ارتطامها بالأرض وانفجارها ولكنه جنب بذلك السكان كارثة كانت ستكون حصيلتها كبيرة من الضحايا المدنيين.
وأشارت المعلومات الأولية إلى أن حريقا اندلع في أحد محركات الطائرة مما أدى إلى شلل في قدرة بقية المحركات التي لم تتمكن من رفع الطائرة مما أدى إلى سقوطها.

## أسماء الضحايا من السلك العسكري
| قائد المهمة : المقدم دوسان اسماعيل 1. ذريس رضوان جندي 2. بوسعدان اسعد عريف {\displaystyle {\ce {I}}} 3. بن بومي مجمد علي رقيب م 4. كرباري رمزي رقيب إ 5. بن بية مجرز رقيب إ 6. بن غالية محمد عريف {\displaystyle {\ce {I}}} م 7. شيهاني لخضر رائد 8. مرابط محمد مستخدم م ش 9. دحايلية علي رقيب م 10. حفصي عبد الرزاق عريف م 11. مساعدية سعيد رقيب {\displaystyle {\ce {I}}} م 12. هاني رقيب م 13. فتحة عبد الحق رقيب م 14. رحالي سمير رقيب {\displaystyle {\ce {I}}} م 15. بوسنة عبد الرحيم عريف م 16. نوالدين يوسف عريف {\displaystyle {\ce {I}}} م 17. نصري عبد الرؤوف عريف م 18. جمال محمد عريف {\displaystyle {\ce {I}}} م 19. خضراوي رشيد جندي م 20. جدايعية حمزة عريف {\displaystyle {\ce {I}}} م 21. دمرش محمد رقيب م 22. مجيدر كمال عريف م 23. سلطاني وليد عريف {\displaystyle {\ce {I}}} م 24. مقديش عبد الله عريف {\displaystyle {\ce {I}}} م 25. بوجبار خالد رقيب {\displaystyle {\ce {I}}} م 26. نواصرية محمد رقيب 27. رابح حيرش عريف {\displaystyle {\ce {I}}} م 28. نعجات خير الدين رقيب | 1. كزمي صبحي جندي م 2. نهنى مراد جندي مساعد 3. ضربان منصور جندي م 4. بن مرابط خير الدين عريف 5. حميداوي طارق جندي {\displaystyle {\ce {I}}} 1. يحياوي هشام عريف م 2. ربوح هشام رقيب م 3. بولعباس كريم رقيب {\displaystyle {\ce {I}}} 4. بنانجي مراد عريف م 5. دلالي رضوان عريف م 6. بوغرارة حسان جندي م 7. مَزار محمد عريف {\displaystyle {\ce {I}}} م 8. شنشوخ اسحاق جندي م 9. منايعية عبد الرؤوف جندي م 10. حلال بلال عريف م 11. رحامنة عيسى عريف {\displaystyle {\ce {I}}} م 12. قداج احمد جندي إ 13. بن زين رمزي رقيب م 14. بن هني محمد امين عريف {\displaystyle {\ce {I}}} م 15. عمالي عادل عريف م 16. سلاحوم جمال عريف م 17. منصوري عباس رقيب {\displaystyle {\ce {I}}} 18. حليلي قيس دركي 19. بن هرشة عبد الحميد عريف م 20. عمان الشريف عريف {\displaystyle {\ce {I}}} 21. شارخي نسيم جندي م 22. بن جدو الحبيب رقيب {\displaystyle {\ce {I}}} 23. حساني عيسى رقيب 24. عبيد عماد الدين عريف م 25. عراج اسلام رقيب {\displaystyle {\ce {I}}} 26. بوركبة شاكر رقيب م | 1. غنيجات نصر الدين رقيب م 2. يلميمة سكندر عريف م 3. طلول هاني رقيب {\displaystyle {\ce {I}}} 4. عشير عبد الله جندي م 5. طاهري مراد عريف {\displaystyle {\ce {I}}} م 6. مراح رشيد رقيب م 7. خير الناس عبد الوهاب عريف م 8. دوادي عبد القادر رقيب م 9. بلعيد حمزة عريف {\displaystyle {\ce {I}}} م 10. دندي إلياس عريف م 11. شعواطي رابح عريف م 12. كعواش أيوب عريف {\displaystyle {\ce {I}}} م 13. نصح محمد عريف {\displaystyle {\ce {I}}} م 14. قندوز علي رقيب {\displaystyle {\ce {I}}} 15. بطاوي محمد رقيب م 16. سعد الله عبد المجيد رقيب م 17. نوادري مراد رقيب م 18. فرنان حكيم رقيب {\displaystyle {\ce {I}}} 19. ولد بوعرشة عبد القادرجندي م 20. عايد كريم رقيب {\displaystyle {\ce {I}}} 21. يهدو إسحاق عريف م 22. بطاش فرحات عريف م 23. كيحل سمير عريف م 24. باشا سيد علي عريف {\displaystyle {\ce {I}}} م 25. حقوض عبد الحفيظ رائد 26. حاج محمد عادل عريف {\displaystyle {\ce {I}}} م 27. روغي سامي عريف م 28. ربيع سيف الدين عريف {\displaystyle {\ce {I}}} م 29. بوخاتم زبير عريف {\displaystyle {\ce {I}}} م 30. زهير جمال عريف {\displaystyle {\ce {I}}} م |
| محمد بن عالية عريف م | فرجاني سهلي عريف م | عماري محمد دركي عون |

## ردود الفعل

### المحلية
- الجزائر - أعلن الرئيس الجزائري عبد العزيز بوتفليقة عن عزائه لضحايا الطائرة مع حداد وطني لمدة 3 أيام.واقامة صلاة الغائب في كل ربوع الجمهورية الجزائرية[10]

كتبت نورية بن غبريط رمعون وزيرة التربية الوطنية في الجزائر على حسابها في تويتر «ببالغ الحزن والأسى تلقيت نبأ سقوط الطائرة ببوفاريك وأمام هذا المصاب أتقدم بتعازي الخالصة لأهالي الشهداء وأسأل الله أن يتغمدهم برحمته وكما أتمنى الشفاء العاجل للجرحى».

### الدولية
- السعودية - بعث الملك سلمان بن عبد العزيز برقية عزاء ومواساة للرئيس الجزائري عبد العزيز بوتفليقة لضحايا تحطم الطائرة العسكرية قرب مطار بوفاريك العسكري.[12]
- الجمهورية العربية الصحراوية الديمقراطية - أعلن رئيس الجمهورية العربية الصحراوية الديمقراطية إبراهيم غالي عن عزائه لضحايا ركاب الطائرة مساندا بذلك الرئيس الجزائري.[13]
- مصر - أعربت مصر عن خالص التعازي في ضحايا الطائرة العسكرية الجزائرية التي سقطت بالقرب من مطار بوفاريك في الجزائر، مما أسفر عن مقتل أكثر من 200 شخص.[14]
- فلسطين - أعرب رئيس السلطة الوطنية الفلسطينية محمود عباس عن تعازينه للقيادة الجزائرية والشعب الجزائري الشقيق بضحايا تحطم الطائرة العسكرية الجزائرية.[15]
- موريتانيا - عزى الرئيس الموريتاني محمد ولد عبد العزيز الرئيس والشعب الجزائريين في ضحايا تحطم الطائرة العسكرية التابعة للجيش الجزائري.[16]
- تونس - أعرب رئيس الحكومة التونسي يوسف الشاهد خلال اتصال أجراه مع الوزير الأول الجزائري أحمد أويحي خالص تعازيه وصادق مواساته عقب الحادث الأليم للطائرة المنكوبة.[17]
- إيطاليا - أعربت الحكومة الإيطالية المنتهية ولايتها على لسان وزير الشؤون الخارجية، أنجيلينو ألفانو عن “التعازي لضحايا حادث تحطم الطائرة قرب مطار بوفاريك في الجزائر”.[18]
- تركيا - أعربت وزارة الشؤون الخارجية التركية عن تعازيها للجزائر في ضحايا سقوط الطائرة العسكرية.[19]
- إيران - عزى المتحدث باسم وزارة الشؤون الخارجية بهرام قاسمي الحكومة والشعب الجزائري بحادثة تحطم الطائرة ومقتل جمیع ركابها.[20]
- روسيا - أرسل الرئيس الروسي فلاديمير بوتين برسالة تعزية لرئيس الجمهورية الجزائرية عبد العزيز بوتفليقة.[21]
- الولايات المتحدة - أعربت وزارة الخارجية الأميركية عن حزنها لسقوط طائرة عسكرية جزائرية أسفر عن 257 قتيلا.[22]
- الكويت - بعث الشيخ صباح الأحمد برقية عزاء إلى الرئيس الجزائري عبد العزيز بوتفليقة عبر فيها عن خالص تعازيه وصادق مواساته في ضحايا تحطم الطائرة العسكرية الجزائرية قرب مطار بوفاريك بولاية البليدة الجزائرية، والذي أسفر عن سقوط عشرات الضحايا.[23]
- المغرب - أرسل ملك المغرب محمد السادس بن الحسن برقية تعزية إلى رئيس الجزائر عبد العزيز بوتفليقة معربا فيها عن خالص عزائه وأحر مواساته للعائلات المفجوعة وسائلا الله أن يحفظ دولة الجزائر الشقيقة وشعبها.

## منظمات محلية ودولية
- الاتحاد الوطني للنساء الجزائريات - تقدّم بتعازيه الخالصة لعائلات الضحايا على إثر حادث سقوط الطائرة العسكرية المأساوي.[24]
- لجنة الشؤون العربية بمجلس النواب - أعربت برئاسة اللواء سعد الجمال، عن تعازيها إلى الحكومة والشعب الجزائري في حادث تحطم طائرة عسكرية جزائرية في رحلة داخلية.[25]
- الدوري الإسباني - قام الحساب الرسمي للدوري الإسباني «الليغا» على مُستوى موقع التواصل الاجتماعي «فيسبوك» بتعزية الجزائريين بعد حادث سقوط طائرة عسكرية ببوفاريك.[26]

## الطائرة العسكرية
الطائرة المحطمة كانت من نوع إليوشن إي أل-76 المملوكة للقوات الجوية الجزائرية. وصنعت هذه الطائرة خلال فترة وجود الاتحاد السوفيتي سنة 1974 بواسطة شركة إليوشن التي يوجد مقرها موسكو، ودخلت الخدمة منذ عام 1997. ومعرف تسجيل الطائرة هو 7T-WIP، والرقم التسلسلي لها هو 1043419636.
وتحمل هذه الطائرة شهادة تقنية تجيز لها الطيران إلى غاية 6 ديسمبر 2023.